# 関東自動車駒生営業所

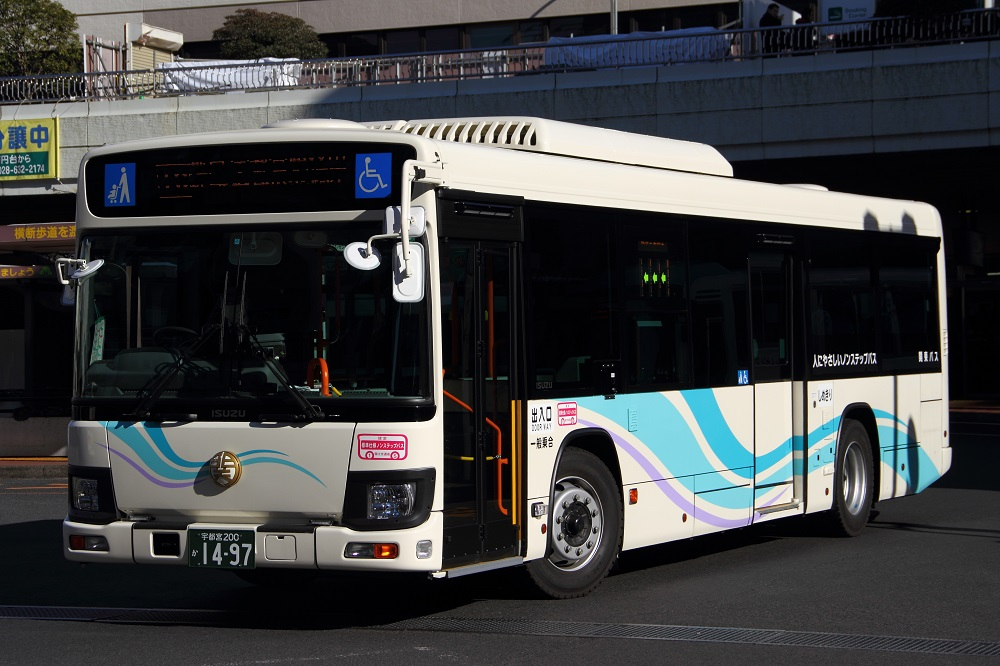
駒生営業所所属の一般路線車

関東自動車駒生営業所（かんとうじどうしゃこまにゅうえいぎょうしょ）は、栃木県宇都宮市宝木町にある関東自動車のバス営業所。一般路線は宇都宮市・塩谷町・上三川町をエリアとしている。所属車輌のナンバープレートは、「栃木」「宇都宮」が存在する。

## 沿革
- 1958年（昭和33年） 
  - 2月1日
    - 宇都宮市内バス営業所より分離独立して宇都宮市若草町3302に戸祭営業所開設[1]
    - 宇都宮市桜2-5-22の旧本社跡地に郡部線用の桜通営業所を宇都宮営業所より分離設置[1]
- 1959年（昭和34年） 宇都宮市内バス営業所一ノ沢出張所を宇都宮市一ノ沢町に開設[2]
- 1965年（昭和40年）
  - 3月25日 駒生町645番地に宇都宮市内バス営業所一の沢出張所駒生車庫を開設[3]
  - 6月 一ノ沢出張所を駒生出張所に改称[3]
- 1974年（昭和49年） 
  - 宇都宮市内バス営業所駒生出張所から市内バス駒生営業所に昇格[4]

既存の戸祭営業所と同年新設された市内バス江曽島営業所とともに、市内バス3営業所体制となる[5]
この当時の駒生営業所は、同所から作新学院前を経て国鉄宇都宮駅間を結ぶ路線に加え、駅経由で富士見ヶ丘団地や越戸、平出方面、また駅非経由で竹林方面を結ぶ路線を運行していた。
- 1989年（平成元年） 
  - 郡部線担当の桜通営業所を統合、宝木町の現在地に移転して車庫面積を拡大[4]

桜通営業所を発着していた玉生・中里原・瑞穂野・上三川方面を駒生営業所まで延長、釜井台・白沢方面は戸祭営業所へ移管
- 1992年（平成4年） JR宇都宮駅 - 駒生営業所間（JR宇都宮駅発の片道のみ）で運行開始[6]
- 1996年（平成8年） 営業所再編に伴い戸祭営業所を出張所化、駒生管轄下に置く[7]
- 1998年（平成10年） 営業所再編に伴い戸祭出張所を車庫化[7]
- 2002年（平成14年） 清住戸祭線ほか戸祭車庫発着便のうち、一部を細谷車庫まで延長
- 2005年（平成17年） 戸祭車庫閉鎖、戸祭車庫発着便は、西塙田線を除き細谷車庫発着に統一
- 2006年（平成18年） 中里原車庫を閉鎖し今里車庫を開設、中里原発着を今里発着まで延長
- 2023年（令和5年）4月1日 - 駒生営業所〜宇商高〜済生会病院線を廃止。駒生営業所～宇都宮駅・済生会病院～富士見が丘団地線に振り替え。[8]
- 2023年（令和5年）8月27日 - 宇都宮ライトレール（LRT）開業に伴う路線バスの再編に伴い、宇都宮駅東口～ベルモール～新道～柳田車庫線、宇都宮駅東口～中平出～柳田車庫線、宇都宮東武～中平出～柳田車庫線、駒生営業所～卸会館線が廃止。[9]
- 2024年（令和6年）6月1日 - 玉生線を塩谷町役場まで延長[10]。

## 現行一般路線
（太文字停留所は、途中発着の設定がなされている停留所）
（[カッコ]は行先番号）

### JR宇都宮駅発着路線
※☆ ： 宇都宮 - 駒生線と宇都宮 - 清住 - 細谷線は、平日の月曜 - 金曜のみ深夜バスを運行。

#### 宇都宮駅 - 駒生営業所線
- [01]JR宇都宮駅 - 県庁前 - 東武駅前 - 桜通り十文字 - 作新学院前 - [10]駒生営業所 ☆

2019年3月までは平日朝のみ宇都宮駅→作新学院止まりの区間便が存在した。

#### 宇都宮駅 - 大谷・立岩線
- [01]JR宇都宮駅 - 県庁前 - 東武駅前 - 桜通り十文字 - 作新学院前 - 城山地区市民センター - 大谷橋 - 大谷観音 - [45]立岩

簗瀬営業所担当便もある。

#### 宇都宮駅 - 清住町 - 細谷車庫線
- [50]JR宇都宮駅 - 県庁前 - 東武駅前 - 清住町 - 栃木医療センター前 - 戸祭 - 宝木 - [50]細谷車庫

2002年以前は、全便戸祭車庫（現・戸祭バス停隣接）始発終着であった。同年より一部便が細谷車庫まで延伸。
2005年以降は、全便細谷車庫始発終着に統一された。

#### 宇都宮駅 - 和尚塚 - 細谷車庫線
- [53]JR宇都宮駅 - 県庁前 - 東武駅前 - 桜通り十文字 - 和尚塚 - 宝木 - [53]細谷車庫

2002年以前は、全便戸祭車庫（現・戸祭バス停隣接）始発終着であった。同年より一部便が細谷車庫まで延伸。
2005年以降は、全便細谷車庫始発終着に統一された。

#### 宇都宮駅 - 西塙田町 - 宝木団地線
- [54]JR宇都宮駅 - 県庁前 - 西塙田町 - 競輪場前 - 栃木医療センター前 - 戸祭 - 公民館前 - [54]宝木団地

2023年3月までは平日朝のみJR宇都宮駅 → 戸祭の区間便が存在した。

#### 白沢 - 宝木団地・細谷車庫線
- [71]白沢河原 - 稚ヶ坂 - 中海道町 - 堀切 - 竹林十文字 - JR宇都宮駅 - 県庁前 - 東武駅前 - 桜通り十文字 - 作新学院前 - 陽西中前 - 宝木 - [55]細谷車庫／宝木団地
- [71]白沢河原 - 奈坪台中央 - 御幸ヶ原小前 - 堀切 - 竹林十文字 - JR宇都宮駅 - 県庁前 - 東武駅前 - 桜通り十文字 - 作新学院前 - 陽西中前 - 宝木 - [55]宝木団地

※一部の便は細谷車庫始発終着となる。宝木団地始発終着便は細谷車庫は経由しない。奈坪経由は往復のみ。

#### 奈坪台 - 宝木団地線
- [73]奈坪台中央 - 御幸ヶ原小前 - 堀切 - 竹林十文字 - JR宇都宮駅 - 県庁前 - 東武駅前 - 桜通り十文字 - 作新学院前 - 陽西中前 - 宝木 - [55]宝木団地

かつては奈坪台中央から先の奈坪台始発終着だったほか、一時期は一部の便が済生会病院を経由していた。

#### 釜井台団地 - 宝木団地線
- [70]釜井台団地 - 中海道町 - 堀切 - 竹林十文字 - JR宇都宮駅 - 県庁前 - 東武駅前 - 桜通り十文字 - 作新学院前 - 陽西中前 - 宝木 - [55]宝木団地[注 1]

かつては、戸祭車庫発着便と宝木団地発着便があったが、戸祭発着便を廃止し、宝木団地発着に統合。

### 駒生営業所発着路線
駒生営業所から、JR宇都宮駅までの区間（駒生営業所 - 作新学院前 - 桜通り十文字 - 東武駅前 - 県庁前 - JR宇都宮駅）は各路線共通のため、一方方向のみの運行やJR宇都宮駅を経由しない路線以外は「駒生営業所 - （省略） - JR宇都宮駅」として記述を省略。
駒生営業所発着便のうち、一部が駒生営業所に隣接する「とちぎ健康の森」を経由しての運行となり、平日・月曜 - 金曜のみ運行。午前：駒生行き、午後：駒生発のみ運行。

#### 駒生営業所 - 越戸 - 柳田車庫方面
- [10]駒生営業所 - （省略） - JR宇都宮駅 - 花蔵院角 - 越戸 - 上平出入口 - [12]柳田車庫
- [01]JR宇都宮駅 - 花蔵院角 - 越戸 - 上平出入口 - [12]柳田車庫
- [10]駒生営業所 - （省略） - JR宇都宮駅 - 花蔵院角 - 越戸 - 上平出入口 - [12]平出工業団地

2021年10月より、東野平出営業所との共管化。
2023年3月までは平日朝のみ柳田車庫 → 作新学院前の区間便が存在した。

#### 駒生営業所 - 宇都宮駅 - 宇商高前 - 富士見が丘団地
- [10]駒生営業所 - （省略） - JR宇都宮駅 - 宇商高前 - 富士見が丘入口 - [16]富士見が丘団地[注 2]
- [01]JR宇都宮駅 - 宇商高前 - 富士見が丘入口 - [16]富士見が丘団地

一時期、済生会病院を経由していた。

#### 駒生営業所 - 宇都宮駅 - 竹林 - 富士見が丘団地
- [10]駒生営業所 - （省略） - JR宇都宮駅 - 竹林十文字 - 富士見が丘入口 - [16]富士見が丘団地[注 2]
- [10]駒生営業所 - （省略） - JR宇都宮駅 - 竹林十文字 - 済生会病院 - 富士見が丘入口 - [16]富士見が丘団地[注 2]
- [01]JR宇都宮駅 - 竹林十文字 - （済生会病院）[14] - [16]富士見が丘団地

#### 駒生営業所 - JR宇都宮駅 - 今里方面
- [10]駒生営業所 - （省略） - JR宇都宮駅 - 宇商高前 - 古川橋 - 下宝井 - 立伏 - [61]宇都宮グリーンタウン
- [10]駒生営業所 - （省略） - JR宇都宮駅 - 宇商高前 - 塚原 - 田原 - 立伏 - [61]宇都宮グリーンタウン
- [10]駒生営業所 - （省略） - JR宇都宮駅 - 宇商高前 - 塚原 - 田原 - 中里原十文字 - [62]今里

2006年までは中里原車庫（現・上河内地域自治センターバス停）止まりだった。
- [10]駒生営業所  - （省略） - JR宇都宮駅 - 宇商高前 - 塚原 - 田原 - 中里原十文字 - 今里 - 羽黒山入口 - 逆木発電所 - 大宮 - 原荻の目 - 玉生 - [62]塩谷町役場

従来は玉生車庫発着であったが、2024年6月1日より塩谷町役場まで延伸。これにより従来の玉生車庫停留所は廃止された。

#### 駒生営業所 - 瑞穂野団地・上三川方面
東野平出営業所、小山営業所石橋車庫担当便もある。
- [10]駒生営業所 - （省略） - JR宇都宮駅 - 簗瀬金堀 - 平松宿 - 東高校前 - さる山団地入口 - 緑の郷 - [80]瑞穂野団地[注 3][注 4]

緑の郷非経由便もある。
JR宇都宮駅 - 簗瀬金堀 - 平松宿 - 東高校前 - さる山団地入口 - 瑞穂野団地の区間便もある。
- [10]駒生営業所 - （省略） - JR宇都宮駅 - 簗瀬金堀 - 平松宿 - 東高校前 - 瑞穂野団地 - 刑部橋 - [84]本郷台西汗[注 3]
- [10]駒生営業所 - （省略） - JR宇都宮駅 - 簗瀬金堀 - 平松宿 - 東高校前 - 新宿 - 下桑島 - 露梨文挟 - [81]東汗
- [10]駒生営業所 - （省略） - JR宇都宮駅 - 中央市場前 - 簗瀬金堀 - 東川田 - 下屋板 - 東谷 - 日産前 - 白鷺神社前 - [85]上三川車庫
- [10]駒生営業所 - （省略） - JR宇都宮駅 - 中央市場前 - 簗瀬金堀 - 東川田 - 下屋板 - 東谷 - インターパーク宇都宮南 - 日産前 - 白鷺神社前 - [85]上三川車庫

2019年3月までは上三川車庫→作新学院前間の区間便が存在した。

## 管轄路線変更の経緯
※近年運行が変更された路線（区間延長路線、区間短縮路線、廃止路線）を掲載。

### 区間延長路線
- 白沢河原 - 稚ヶ坂 - 中海道町 - 堀切 - 竹林十文字 - JR宇都宮駅 - 県庁前 - 東武駅前 - 桜通り十文字 - 作新学院前 - 陽西中前 - 宝木 - 戸祭車庫（現・戸祭）[注 5]
- 釜井台団地 - 中海道町 - 堀切 - 竹林十文字 - JR宇都宮駅 - 県庁前 - 東武駅前 - 桜通り十文字 - 作新学院前 - 陽西中 - 宝木 - 戸祭営業所（現・戸祭）[注 6]

- 駒生営業所 - 作新学院前 - 桜通り十文字 - 東武駅前 - 県庁前 - JR宇都宮駅 - 宇商高前 - 富士見ヶ丘入口 - 塚原 - 田原 - 中里原車庫（現・上河内地域自治センター）[注 7]
- 駒生営業所 - 作新学院前 - 桜通り十文字 - 東武駅前 - 県庁前 - JR宇都宮駅 - 平松宿 - 東高校前 - 瑞穂野団地 - 刑部橋 - 本郷台[注 8]
- JR宇都宮駅- 県庁前 - 東武駅前 - 桜通り十文字 - 三の沢 - 羽黒下 - 砥上団地[注 9]
- JR宇都宮駅 → 県庁前 → 西塙田町 → 競輪場前 → 栃木医療センター前 → 戸祭[注 10]
- 駒生営業所  - （省略） - JR宇都宮駅 - 宇商高前 - 塚原 - 田原 - 中里原十文字 - 今里 - 羽黒山入口 - 逆木発電所 - 大宮 - 原荻の目 - 玉生車庫[注 11]

### 区間一部変更路線
- 駒生営業所 - 作新学院前 - 桜通り十文字 - 東武駅前 - 県庁前 - JR宇都宮駅 - 平松宿 - 東高校前 - 瑞穂野団地 - 花木センター - 本郷台

本郷台発着を、花木センター経由を現行の刑部橋経由に変更

### 撤退・廃止路線

#### 2002年4月1日廃止
- [10]駒生営業所 - 作新学院前 - 桜通り十文字 - 東武駅前 - 県庁前 - JR宇都宮駅 - 竹林十文字 - 今泉町十文字 - 上平出入口 - 平出工業団地 - [15]松下電器前（現・御幸交番前）

#### 2021年10月1日廃止
- [10]駒生営業所 - 作新学院前 - 桜通り十文字 - 東武駅前 - 県庁前 - JR宇都宮駅 - 花蔵院角 - 越戸 - 上平出入口 - 平出工業団地 - [12]松下電器前（現・御幸交番前）

2021年10月1日廃止。ただし、2022年10月1日に東野平出営業所の駒生営業所／宇都宮東武〜越戸〜平出工業団地線の一部便が御幸交番前まで延伸し、事実上の系統復活となった。

#### 2023年4月1日廃止
- [10]駒生営業所 - 作新学院前  - 桜通り十文字 - 東武駅前 - 県庁前 - 宇商高前 - [18]済生会病院

2023年4月1日廃止。JR宇都宮駅を経由しない系統で、朝の病院行と夕方の病院発各1本のみの運行だった。

#### 2023年8月27日廃止
- [02]JR宇都宮駅東口 - バイパス十文字 - 陽東三丁目 - ベルモール - 下平出 - [11]柳田車庫

新道経由と称する。ベルモール非経由便もあったが、減便により全ての便がベルモール経由での運行となった。
2023年8月27日廃止。
- [02]JR宇都宮駅東口 - バイパス十文字 - 産業技術大学校 - 中平出 - [11]柳田車庫
- 宇都宮東武 ← 県庁前 ← JR宇都宮駅 ← JR宇都宮駅東口 ← バイパス十文字 ← 産業技術大学校 ← 中平出 ← 柳田車庫

2021年10月の東野交通との合併により、駒生営業所行きから宇都宮東武行きに短縮。当時は宇都宮東武行きは系統番号が振られていなかった。
2023年8月27日廃止。
- [10]駒生営業所 - 作新学院前 - 桜通り十文字 - 東武駅前 - 県庁前 - JR宇都宮駅 - 簗瀬金堀 - 平松宿 - 東高校前 -[83] 卸会館前

2023年8月27日廃止。